# 729 (numero)
Settecentoventinove (729) è il numero naturale dopo il 728 e prima del 730.

## Proprietà matematiche
- È un numero dispari.
- È un numero composto con 7 divisori: 1, 3, 9, 27, 81, 243, 729. Poiché la somma dei divisori (escluso il numero stesso) è 364 < 729, è un numero difettivo.
- È la più piccola potenza di 3 a non essere un numero di Harshad.
- È il quadrato di 27 e il cubo di 9, infatti 27 x 27 = 272 = 9 x 9 x 9 = 93 = 729.
- È un numero palindromo nel sistema di numerazione posizionale a base 8 (1331).
- È un numero fortunato.
- È un numero di Smith nel sistema numerico decimale.
- È parte delle terne pitagoriche (729, 972, 1215), (729, 3240, 3321), (729, 9828, 9855), (729, 29520, 29529), (729, 88572, 88575), (729, 265720, 265721).
- È un numero potente.
- È un numero malvagio.

## Astronomia
- 729 Watsonia è un asteroide della fascia principale del sistema solare.
- NGC 729 è una galassia spirale della costellazione della Fornace.

## Astronautica
- Cosmos 729 è un satellite artificiale russo.